# Lancy

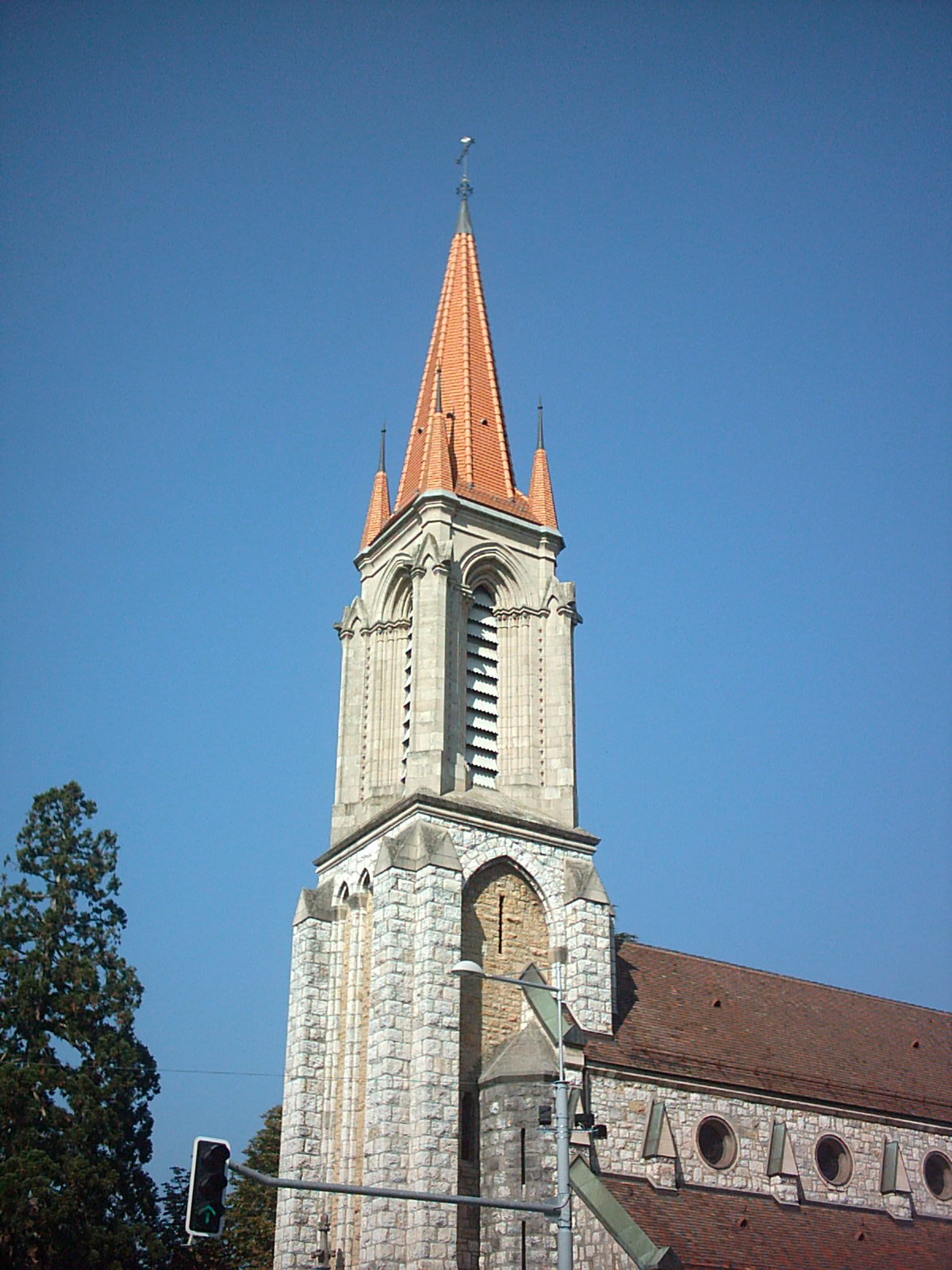
Giáo đường Lancy

Lancy là một đô thị thuộc bang Genève, Thụy Sĩ. Lancy được chia thành hai khu chính là Petit-Lancy và Grand-Lancy.